# Crions Z'Ensemble
Crions Z'Ensemble est un festival musical français qui a lieu chaque année à Bédoin dans le Vaucluse, depuis 1999.
Le Festival Crions Z'Ensemble est un festival de musiques actuelles se tenant depuis 1999 sur la commune de Bédoin située à une dizaine de kilomètres de Carpentras au pied du Mont Ventoux. Organisé en juillet, ce festival éclectique, accueille des artistes de renommée internationale, nationale et régionale.

## Programmation depuis 1999
Sergent Garcia - No Jazz - Kaly Live Dub - Puppetmastaz - Hilight Tribe - Guem - Kaophonic Tribu - New York Ska Jazz Ensemble - Beat Assailant - N&SK - Raoul Petite - No More Babylon - Free Seeds - Dood - Maniacx - Tarace Boulba - Pistons Flingueurs - Poum Tchack - Ketzaco - Raspigaous - Juan Rozoff - Gattaka - Harlem Funk Trotters - Me - Dirty Miam Miam - Canapacoustik - Makali - Flangers - Priam - Solyass - Lambda Vibes - Pirfu System - Cascara - Yakan Deli - Blues Roots Band - Funkaleone - Wattafaya Sound - Foxafunk - Ledonz & Selecter the Punisher - Batucalpe - Pulsabatouk - Djembé Fadas - No Sax - Collectif Inouï...

## Programmation 2010
Le 16 juillet 2010 : Namas Pamous - Harlem Funk Trotters – Spitbastards - Mascantes – Freddo - The Blue Roots Band - Od'ray and Brothers - Nico Wayne Toussaint
Le 17 juillet 2010 : Sinsemilia – Java – Ceux Qui Marchent Debout – Hilight Tribe – Pulsabatouk
Le 18 juillet 2010 : Bombes 2 bal...